# Танагра
Танагра (грец. Τανάγρα) — місто в Греції у номі Беотія, область Центральна Греція. В античну добу значний давньогрецький поліс.

## Історія
Поліс Танагра лежав на лівому березі річки Асоп у Беотії, неподалік від Платей та Оропа. За переказами, найдавніші мешканці Танагри, гефіреї, переселилися у Беотію з Кадмом із Фінікії, але пізніше були підкорені еолійськими беотійцями, які їх елінізовані.
Населення Танагри відрізнялося промисловим і торговим характером: головним предметом торгівлі було вино. На торговельний характер жителів вказує зображення Гермеса на монетах, що зустрічається досить часто, який разом з Аполлоном був покровителем міста. Внаслідок близького сусідства з кордоном Аттики Танагра не раз зазнавала нападів і спустошень. Афіняни зруйнували її стіни ще до початку Пелопоннеської війни. У 457 до н. е. тут відбулась Танагрська битва, в результаті якої спартанці здобули перемогу над афінянами.
Оскільки у подальшій боротьбі Танагра тримала себе нейтрально, то вона продовжувала процвітати і була значним містом уже в часи Страбона. Область поліса займала все східне узбережжя Беотії від меж Аттики до Евріпа.

## Танагрські статуетки
Так звані, танагрські статуетки були популярними в елліністичному світі  з кінця 4 століття до н. е. до кінця 3 століття нашої ери.
1870 року у селищі Скіматарі, що за 65 км на північ від Афін, були знайдені теракотові статуетки. Після цієї сенсаційної знахідки тут проводились розкопки зусиллями археологів-ентузіастів та на кошти європейських колекціонерів. Зрештою, перші знахідки склали колекцію, що нині експонується в Луврі.
Пізніше танагрські статуетки були знайдені у Мірині, територія сучасної Туреччини, на території давнього поліса Кирена, нині Лівія, та Александрії, Єгипет.

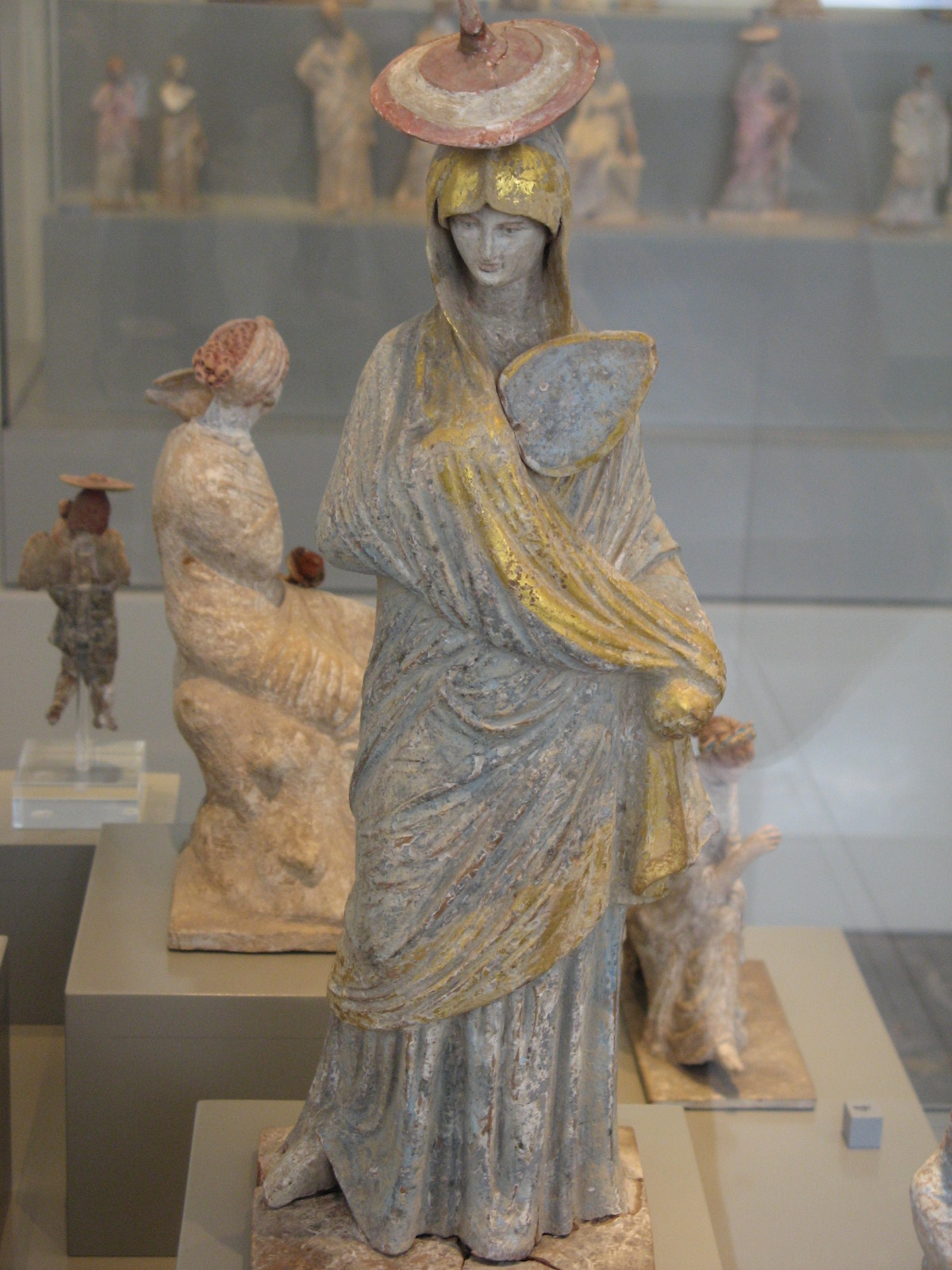
Жінка у блакитному
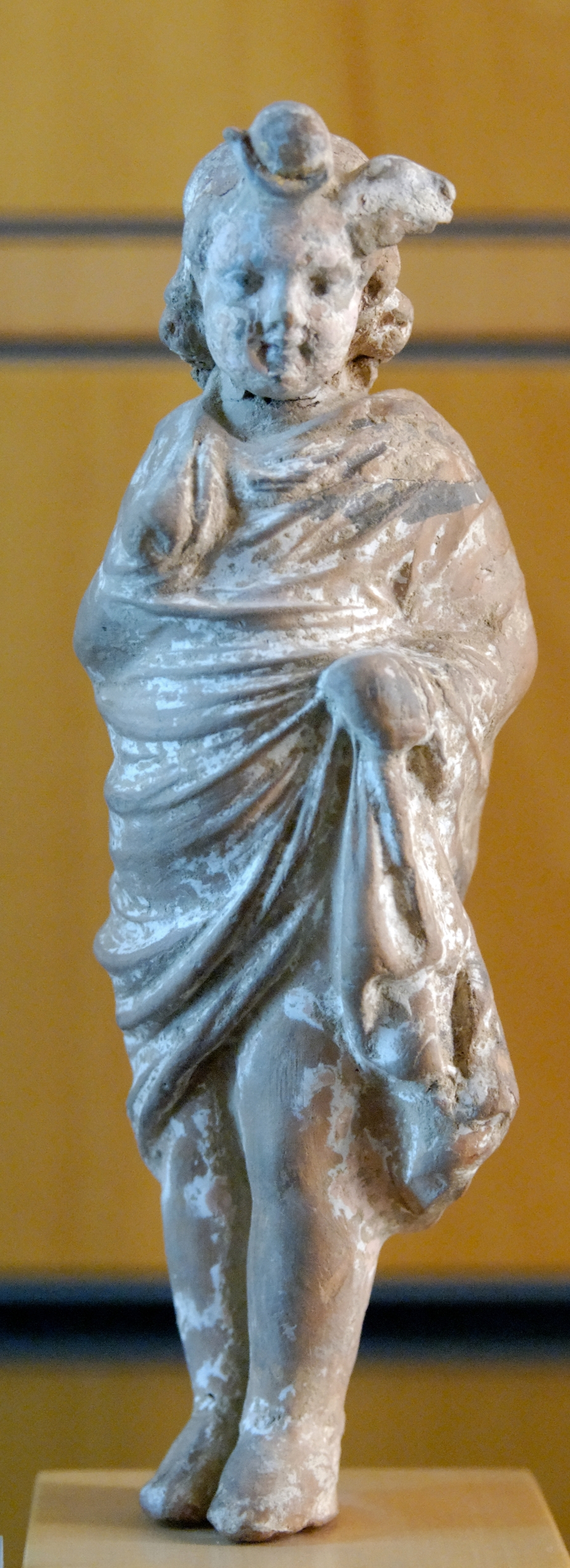
Ерос
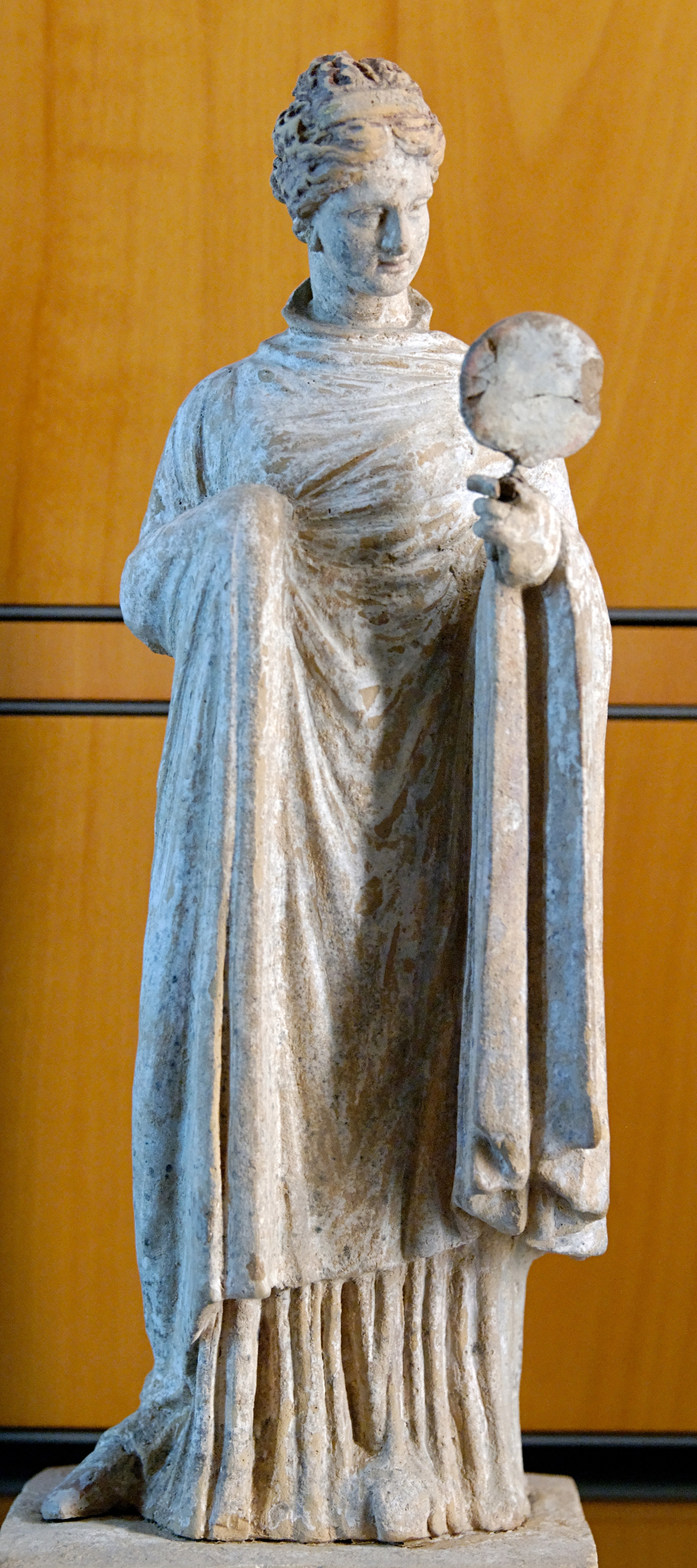
Жінка із дзеркалом
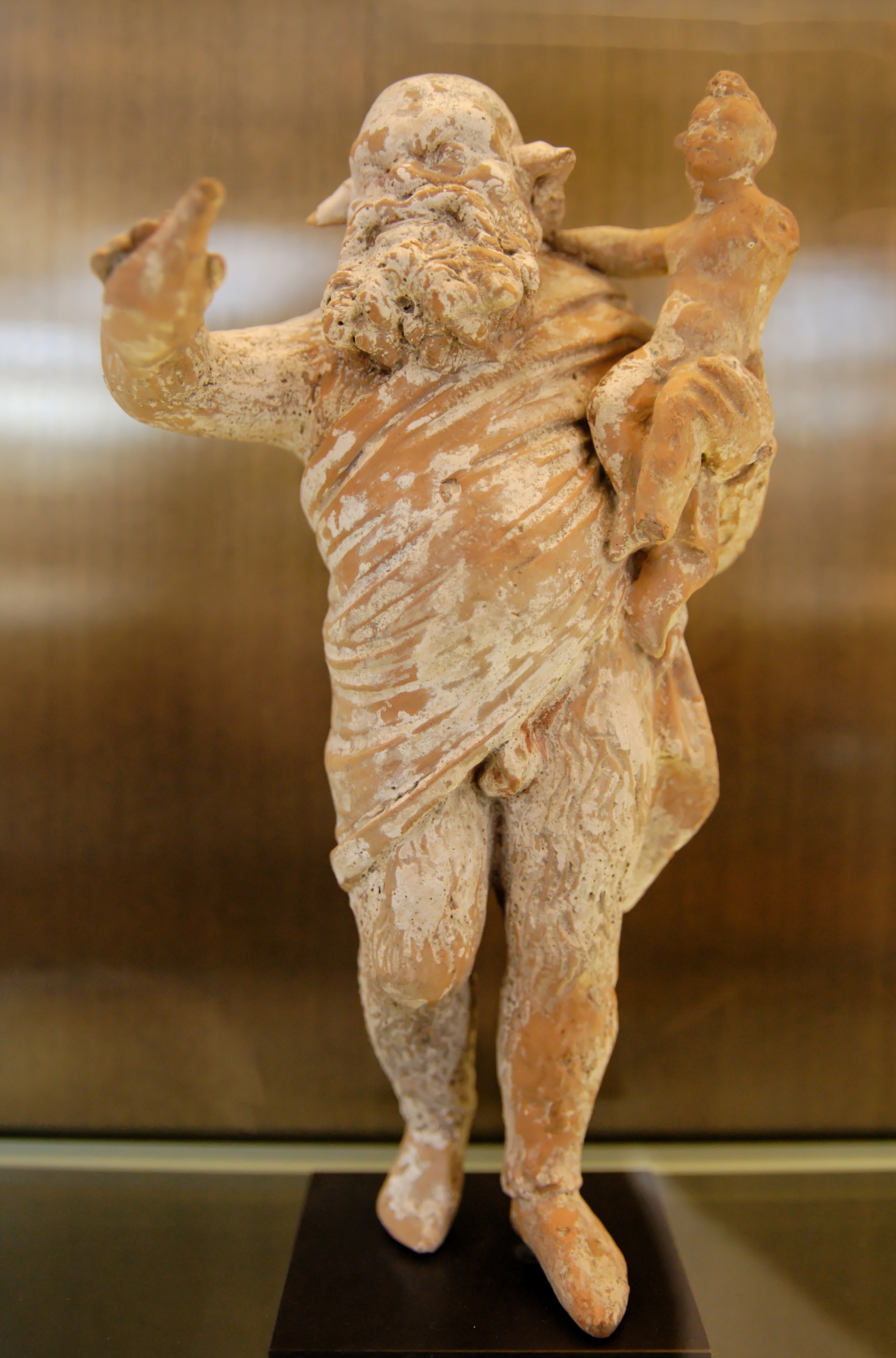
Силен із малюком Діонісом

## Населення
| Рік  | Місто | Муніципалітет |
| ---- | ----- | ------------- |
| 1981 | 1,097 | —             |
| 1991 | 847   | —             |
| 2001 | 871   | 4,134         |